# Кочерикова (Ольхонский район)
Кочерико́ва — деревня в Ольхонском районе Иркутской области. Входит в Онгуренское муниципальное образование. 

## География
Самый северный населённый пункт района. Находится примерно в 160 км к северо-востоку от районного центра, села Еланцы, и в 18 км от центра сельского поселения, села Онгурен, на левом берегу реки Кочерикова, в 3 км к северо-западу от места её впадения в Байкал.

## Топонимика
Название Кочерикова происходит от русского диалектного кочерик — телёнок от одного до двух лет, заимствованного из бурятского хашараг — двухлетний телёнок.

## Население
| 2002 | 2010 | 2011 | 2012 |
| ---- | ---- | ---- | ---- |
| 51   | ↘44  | →44  | →44  |

По данным Всероссийской переписи, в 2010 году в деревне проживали 44 человека (29 мужчин и 15 женщин).